# Bill Rowling
Sir Bill Rowling, właściwie Wallace Edward Rowling; ur. 15 listopada 1927 w Motueka, zm. 31 października 1995 w Nelson) – nowozelandzki polityk, w latach 1974–1975 premier Nowej Zelandii.
Pochodził z farmerskiej rodziny. Ukończył studia ekonomiczne i nauczycielskie. Karierę zawodową rozpoczynał jako pedagog w szkołach podstawowych. W 1958 został cywilnym pracownikiem armii, gdzie był jednym z szefów administracji szkolnictwa wojskowego. W 1962 - kandydując po raz drugi - został wybrany do Izby Reprezentantów z ramienia Partii Pracy. Po dojściu labourzystów do władzy w 1972 został ministrem finansów w gabinecie Normana Kirka. Po nagłej śmierci premiera w sierpniu 1974, Rowling został wybrany na jego zastępcę w partii i rządzie. 
Jako premier musiał zmagać się z ciągłymi atakami ze strony charyzmatycznego lidera opozycji, Robert Muldoon. Znacznie mniej medialny Rowling nie zdołał przekonać do siebie większości wyborców. W 1975 labourzyści przegrali wybory, stery władzy przejął Muldoon, a Rowlingowi pozostało kierowanie opozycją. Poprowadził swoją partię jeszcze przez dwie kampanie wyborcze - w 1978 i 1981. Obie zakończyły się porażką, ale Partia Pracy systematycznie odrabiała straty do rządzącej Partii Narodowej, której przewaga w parlamencie topniała. Mimo to w 1982 Rowling został zastąpiony na stanowisku lidera partii przez Davida Lange'a, który w 1984 zdołał przełamać złą passę i wygrać wybory. W tym samym roku Rowling odszedł na polityczną emeryturę.
W 1985 został powołany na ambasadora Nowej Zelandii w USA. Pełnił tę funkcję przez trzy lata, m.in. podczas poważnego spięcia w stosunkach dwustronnych wywołanego ogłoszeniem się przez Nową Zelandię strefą bezatomową, na USA zareagowały jednostronnie zawieszając swoje zobowiązania sojusznicze wobec niej wynikające z członkostwa w ANZUS. Po powrocie do kraju zaangażował w działalność wielu organizacji pozarządowych, będąc m.in. jedną z najważniejszych postaci stojących na powstaniem nowozelandzkiego Muzeum Narodowego. Został także odznaczony Orderem św. Michała i św. Jerzego klasy Rycerz Komandor, dającym mu prawo używania tytułu Sir. Zmarł na raka w 1995 w wieku 67 lat.